# Château de Río
Le château de Río (en grec moderne : κάστρο του Ρίου), historiquement connu sous le nom de château de Morée (en italien : Castello de Morea) par opposition à son homologue, le château de Roumélie à Antírrio, est situé à l'extrémité nord de la péninsule de Río en Achaïe, en Grèce, à l'entrée du golfe de Corinthe. Le pont Rion-Antirion est situé à côté et les quais des ferries locaux se trouvent de chaque côté. Aujourd'hui, le château est utilisé à des fins culturelles, en particulier pour les concerts, et constitue une attraction touristique.

## Histoire
Le château a été construit par le sultan ottoman Bayezid II en 1499 au-dessus des ruines d'un ancien temple de Poséidon, en trois mois. Avec son jumeau, le château d'Antirrio, ils étaient destinés à protéger l'entrée du golfe de Corinthe, et furent surnommés les « Petites Dardanelles ».
En 1533, il a été brièvement pris par les Génois sous Andrea Doria, mais les Ottomans l'ont repris plus tard dans l'année. En 1687, pendant la guerre de Morée, elle fut prise par les Vénitiens sous Francesco Morosini. Les Vénitiens reconstruisent le château, le restaurent et le renforcent par l'ajout de tours, lui donnant sa forme définitive. Les Vénitiens ont également ajouté la petite chapelle de la source vivifiante (Zoodochos Pigi). Les Ottomans l'ont repris en 1715 et sont restés jusqu'à ce qu'ils l'aient rendu au général français Nicolas-Joseph Maison. 
Entre 1831 et 1912, le château a servi de prison militaire puis civile, dont les détenus étaient souvent utilisés par la municipalité de Patras pour nettoyer les rues de Río.

## Description
Le château est situé en bord de mer, avec son côté nord protégé par la mer et le sud par un large fossé, rempli d'eau de mer, et deux bastions extérieurs (ravelins), reliés au fort principal par des ponts de pierre. Il a deux portes, la centrale, tournée vers la terre, et la porte de la mer.